# Jules Bastien-Lepage
Pour les articles homonymes, voir Lepage et Bastien.
Jules Bastien, dit Jules Bastien-Lepage, né le 1er novembre 1848 à Damvillers et mort le 10 décembre 1884 à Paris, est un peintre et graveur naturaliste français.

## Biographie

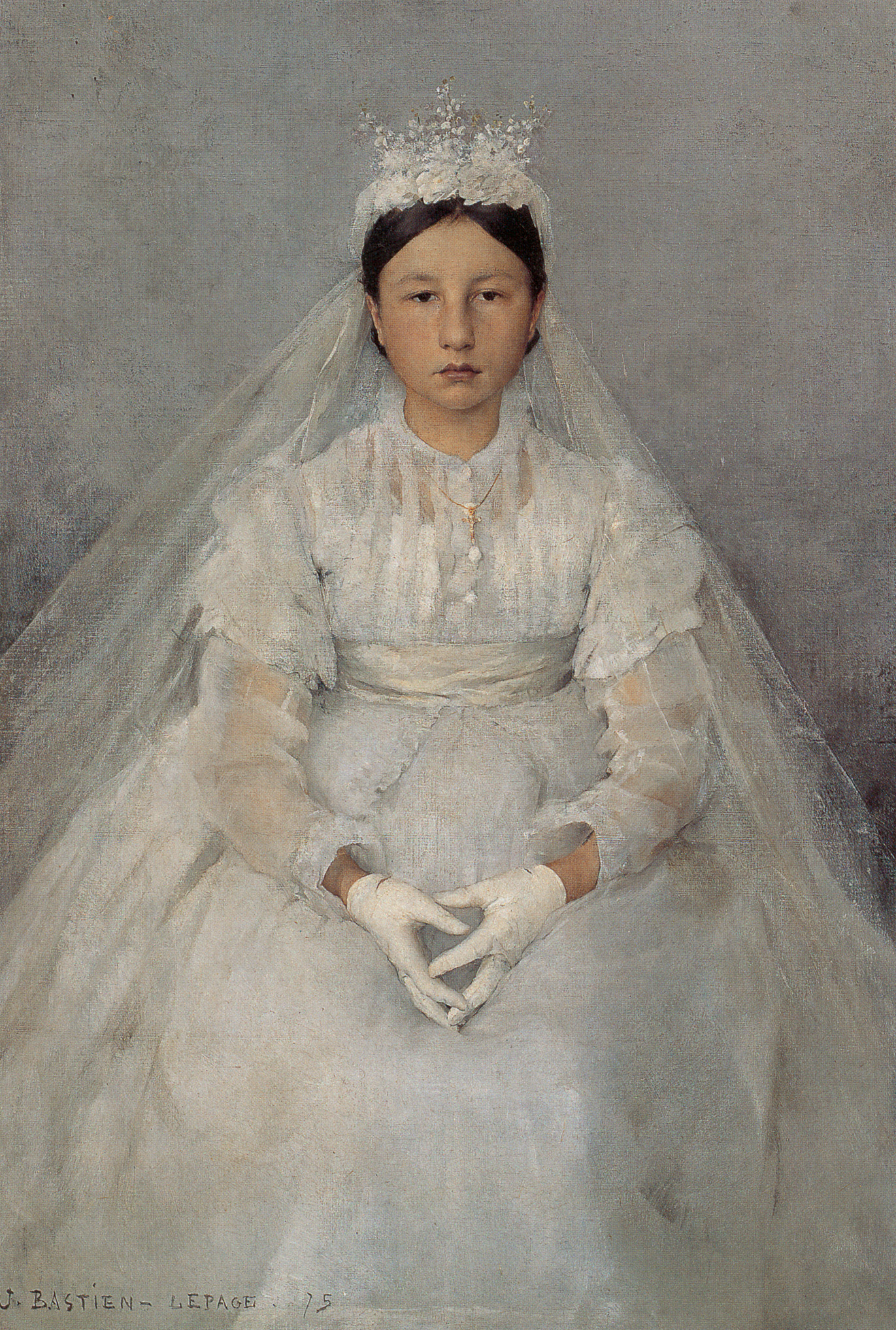
La Communiante (1875), musée des Beaux-Arts de Tournai.

Fils de Claude Bastien et de Catherine Adèle Lepage, Jules Bastien-Lepage naît à Damvillers, près de Verdun, dans un milieu modeste et humble de propriétaires terriens et de paysans. Il suit des études secondaires à Verdun au lycée Buvignier et, muni de son baccalauréat ès-sciences après une scolarité sans relief particulier, où il manifesta une timide vocation artistique, il arrive à Paris en 1867. Il entre à l'administration générale des Postes en tant que surnuméraire, ce qui lui laisse le temps de travailler le dessin. La situation n'est cependant pas glorieuse. À la même époque, il tente le concours de l'École des beaux-arts de Paris. Il ne sera pas reçu mais pourra fréquenter les cours en tant qu'aspirant. L'année suivante, il est admis dans l'atelier d'Alexandre Cabanel où il s'entraîne à dessiner. Le 20 octobre 1868, il est enfin reçu premier au concours et entre aux Beaux-Arts dans la section peinture ainsi que son ami Raphaël Collin. Commencent alors de nombreuses démarches pour l'allocation de bourses et aides financières diverses. Il débute au Salon de 1870 avec un portrait qui ne fut pas remarqué.
En 1873, il expose Au printemps et, en 1874, Mon Grand-père, tous deux particulièrement appréciés par les critiques. Il obtient une médaille de troisième classe pour le portrait de son grand-père au Salon de 1874. En 1875, l'Annonciation aux bergers lui permet d'être deuxième au grand prix de Rome. Il va hésiter entre deux directions : les thèmes traditionnels et ses goûts pour les scènes de la vie paysanne. Peintre de la vie rurale, il aime travailler près des paysans, les suivre dans leurs occupations quotidiennes. Viendront : Saison d'octobre, Le Père Jacques, L'Amour au village, Le Faucheur aiguisant sa faux, etc.
Pendant la décennie suivante, il exerce une grande influence sur les jeunes peintres, en France, dans toute l'Europe et en Amérique du Nord.
Dans le parc des Rainettes à Damvillers, alors vaste verger, il souhaite créer un atelier de plein air. Il y reçoit des personnalités, telles que le frère du roi de Serbie ou l'écrivain André Theuriet. Parallèlement, il fait une carrière de grand portraitiste par un travail qui rappelle la facture du réalisme flamand dans ses dimensions modestes et sa technique précise. Ce sont les portraits du prince de Galles, d'Albert Wolff, de Madame Godillot, de Juliette Drouet, de Sarah Bernhardt, etc.
Marie Bashkirtseff lui voue une admiration profonde. Il ne travaille guère plus de dix ans et, pourtant, il laisse une œuvre originale et innovante. Ses toiles figurent dans les plus grands musées du monde : Paris, Londres, New York, Moscou, Melbourne, Philadelphie… Il compte notamment parmi ses élèves Elena Samokich-Soudkovskaïa.
Jules Bastien-Lepage meurt le 10 décembre 1884 dans son atelier de la rue Legendre, dans le 17e arrondissement de Paris, d'une tumeur cancéreuse placée entre l'abdomen et l'épigastre. Après sa mort, c'est son frère Émile qui donna au jardin des Rainettes son aspect de parc.

### Distinction
- Chevalier de l'ordre de Léopold (15 janvier 1883)[7].

## Œuvre
Jules Bastien-Lepage est un des principaux représentants du naturalisme en peinture.
Une analyse du tableau de Bastien-Lepage par le critique Paul Mantz permet de mieux comprendre la complexité des réactions de l'époque devant ces images de moments de repos après des travaux pénibles : « Cette paysanne est un monument de sincérité, un type dont on se souviendra toujours. Elle est très hâlée par le soleil, elle est laide <…>  Elle reprendra son dur travail, elle rentrera dans les fatalités de la vie réelle. Mais pendant cette rude journée, l'âme aura eu son entracte. De tous les tableaux du Salon, y compris les tableaux religieux, la composition de Bastien-Lepage est celle qui contient le plus de pensée ».

### Émile Zola et Bastien-Lepage

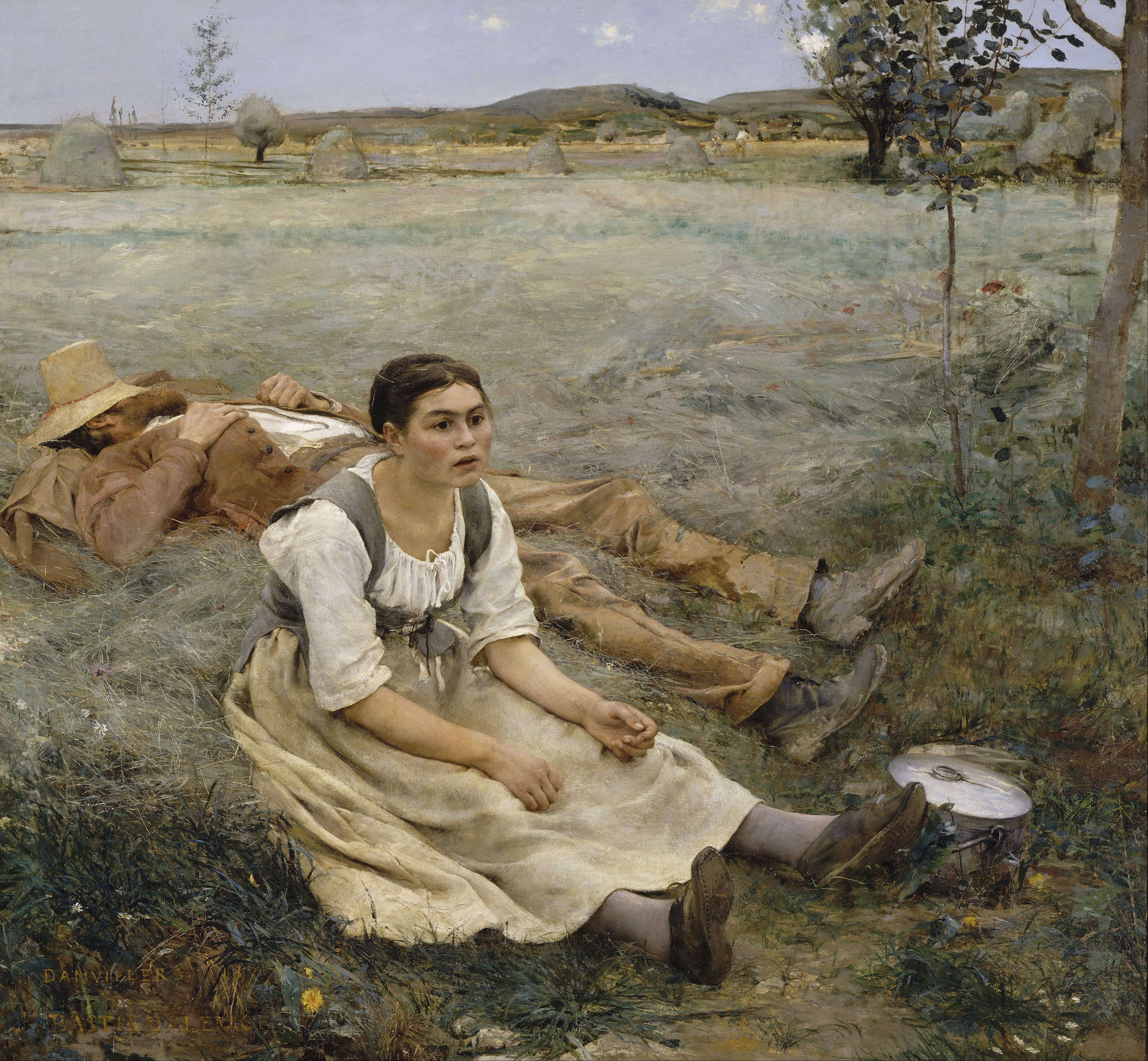
Les Foins (1877)
Paris, musée d'Orsay

« On prétend parfois », écrivent Patricia Carles et Béatrice Desgranges, « que Zola a « lâché » les impressionnistes, qu'il n'aurait pas compris, pour se tourner vers des peintres comme Bastien-Lepage, dont il reconnaît les talents de portraitiste dès 1876 et qui fut son ami. » Une lecture attentive des textes montre qu'il n'en est rien. Fidèle à sa méthode critique, qui constate et analyse les évolutions objectives de l'histoire de l'art plus qu'elle ne définit des règles, Zola montre comment Bastien-Lepage, formé par Cabanel, a inconsciemment subi l'influence « de la formule impressionniste » dont il consacre le triomphe en l'affadissant, en la mettant « adroitement » à la portée du public. Mais le succès de Bastien-Lepage milite contre le peintre aux yeux de Zola : les vraies personnalités sont toujours en butte à l'hostilité de « la foule ». « Tous les créateurs ont rencontré au début de leur carrière une forte résistance, c'est une règle absolue, qui n'admet pas d'exception ; mais lui on l'applaudit, mauvais signe... »

### Citation
« Je me suis mis à faire ce que je voyais, tâchant d'oublier ce qu'on m'avait appris ».

## Oeuvres en collections publiques
- Nemours, Château-Musée : Retour des champs, 1878, eau-forte, 41 x 30 cm. 2016.0.4.

Œuvres de Jules Bastien-Lepage
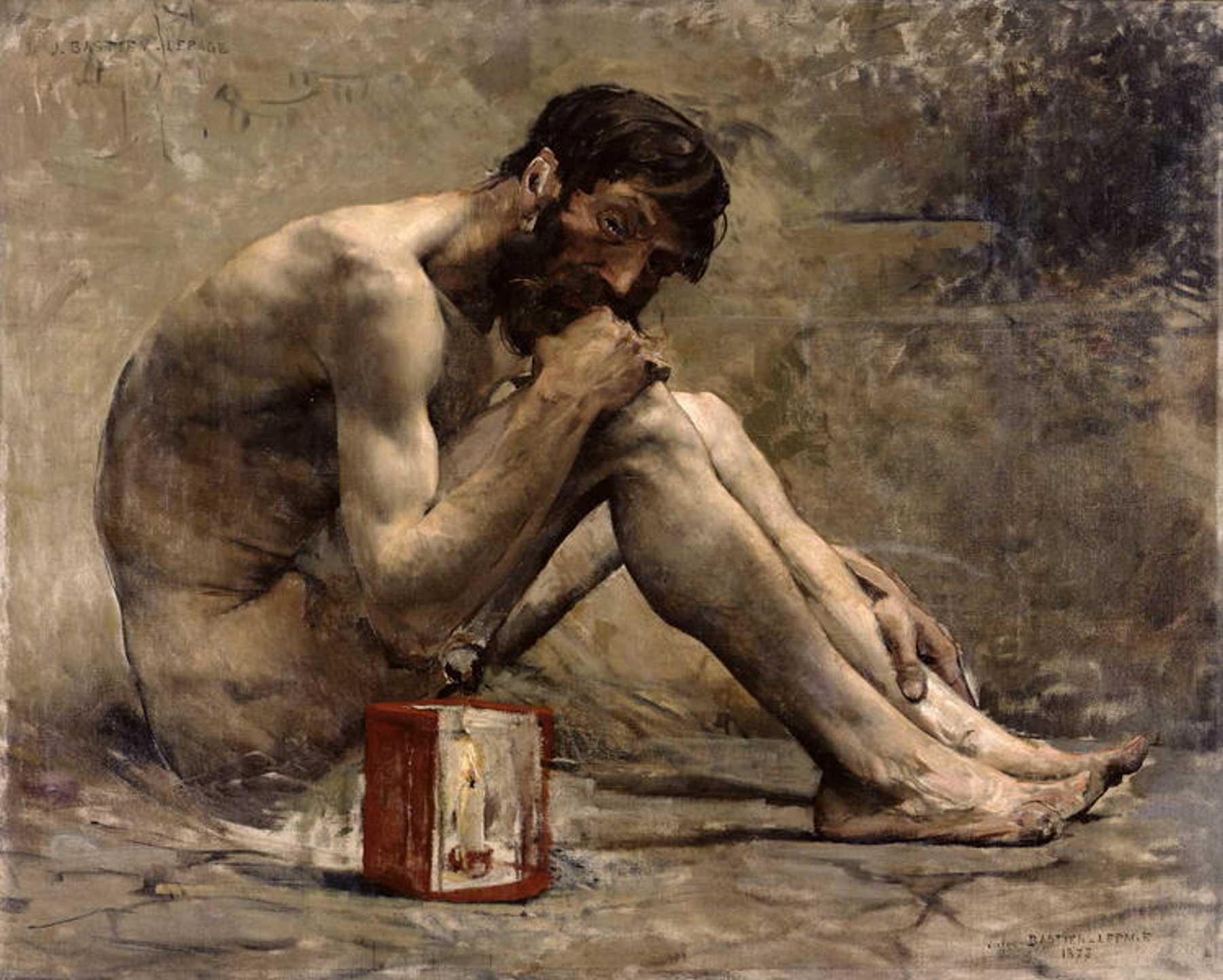
Diogène (1877) Paris, musée Marmottan Monet
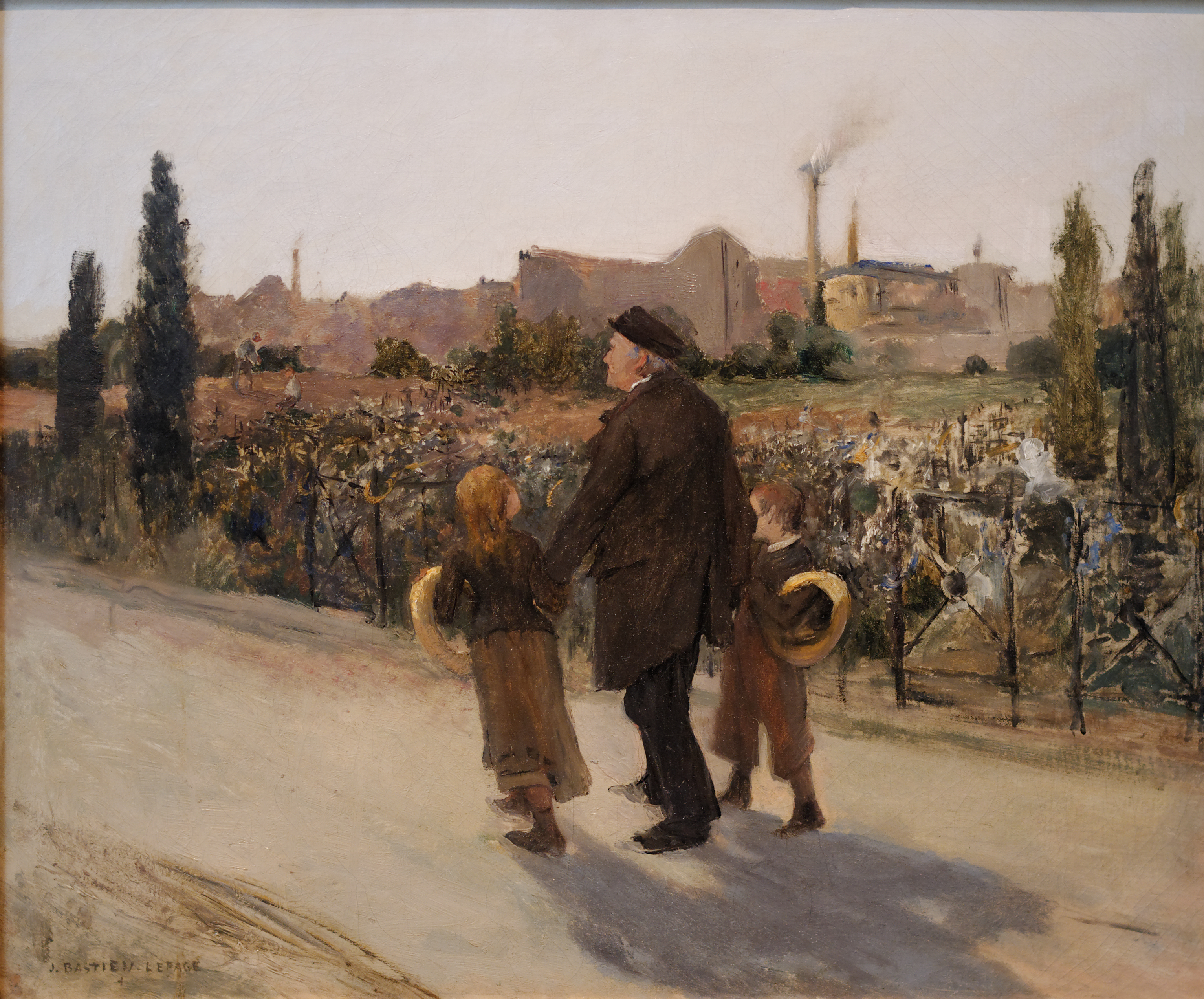
La Toussaint (1878), musée des Beaux-Arts de Budapest.
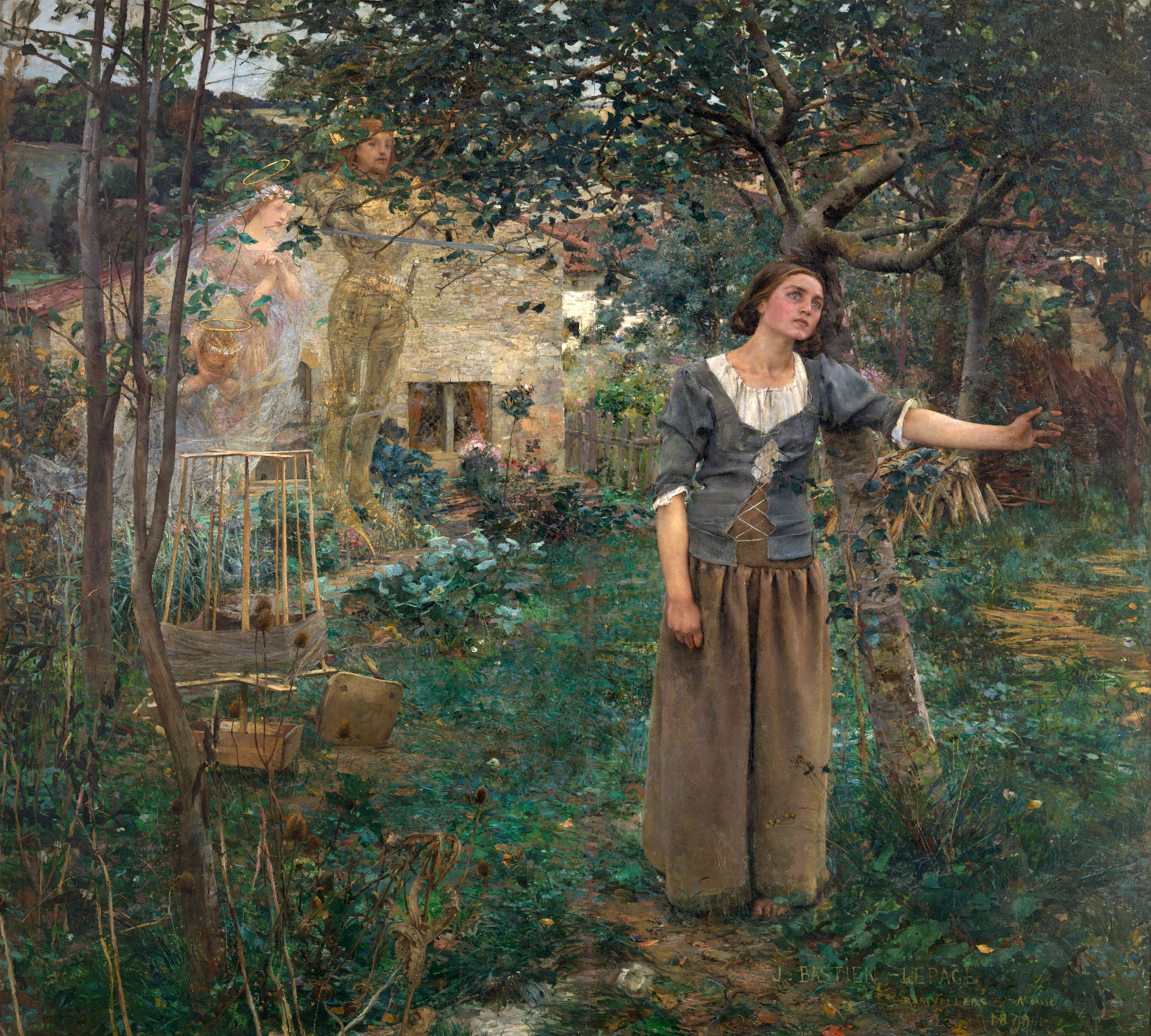
Jeanne d'Arc (1879), New York, Metropolitan Museum of Art.
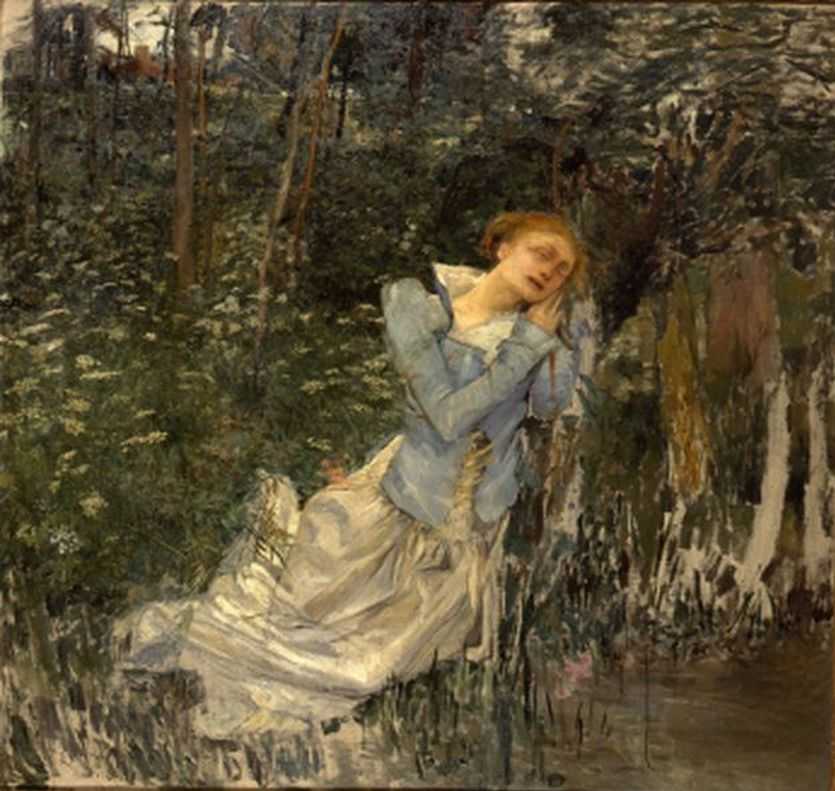
Ophélie (1881), musée des Beaux-Arts de Nancy.
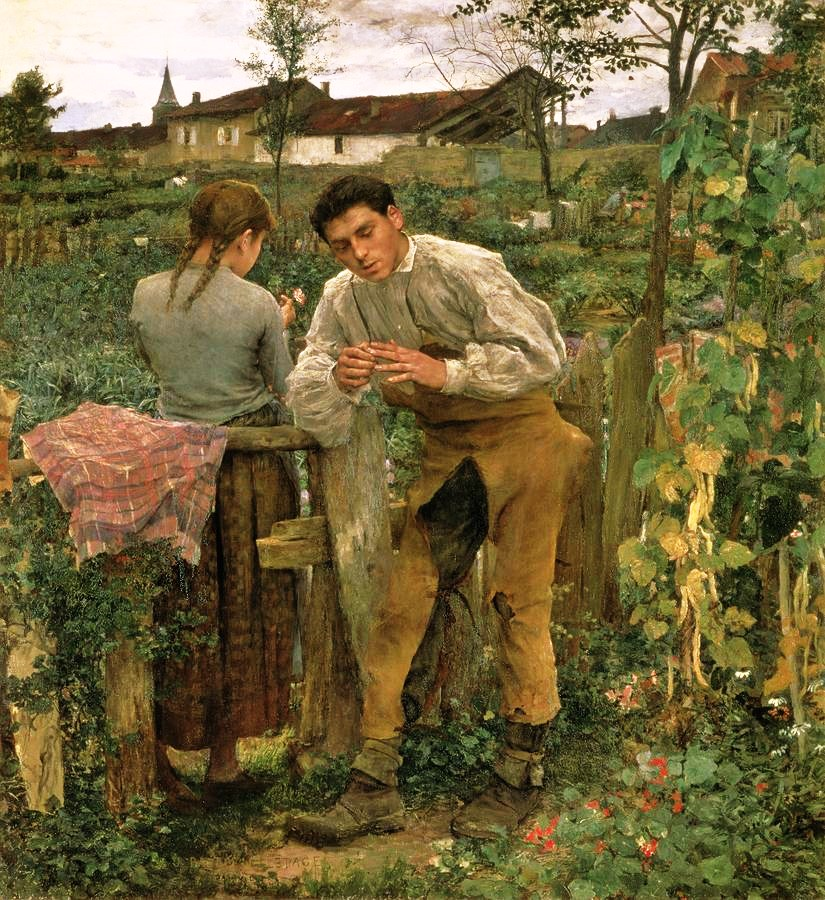
L'Amour au village (1882), Moscou, musée Pouchkine.
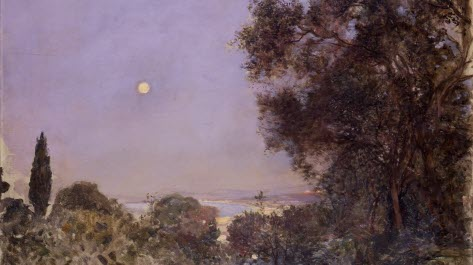
Lever de lune sur Alger (1884), musée des Beaux-Arts de Nancy.

## Postérité

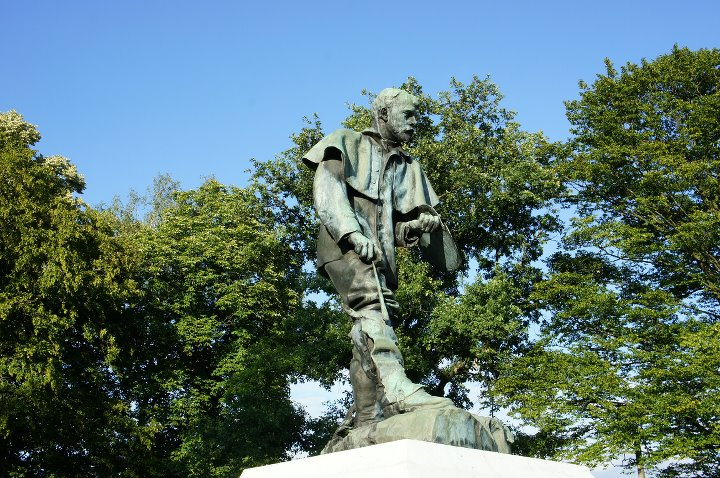
Auguste Rodin, Monument à Jules Bastien-Lepage (1889, détail), Damvillers.

Le musée Jules Bastien-Lepage de Montmédy (Meuse) est consacré à son œuvre.
- Le peintre catalan Manuel Feliu de Limus le reconnaît comme source d'inspiration majeure[12].
- Le Monument à Jules Bastien-Lepage par Auguste Rodin et Émile Bastien-Lepage (peintre, frère du peintre) a été érigé en 1889 à Damvillers[13]. Par la suite, des répliques de ce monument ont été fondues. On les trouve au square Carrier-Belleuse à Sèvres, au musée d'Art du comté de Los Angeles, dans le parc de l’université Stanford à Palo Alto, à Shizuoka au Japon, à la Rodin Gallery (en) de Séoul en Corée, sur la place de France à Erevan en Arménie[14].
- Une rue du 16e arrondissement de Paris porte son nom.

#### Bases de données et dictionnaires
- Ressources relatives aux beaux-arts :   - AGORHA
  - Art Institute of Chicago
  - Art UK
  - Artists of the World Online
  - Bénézit
  - Bridgeman Art Library
  - British Museum
  - Galerie nationale de Finlande
  - Grove Art Online
  - Kunstindeks Danmark
  - Musée d'art Nelson-Atkins
  - Musée d'Orsay
  - Musée des beaux-arts du Canada
  - Musée national du Victoria
  - National Gallery of Art
  - National Portrait Gallery
  - Nationalmuseum
  - RKDartists
  - Smithsonian American Art Museum
  - Union List of Artist Names
- Ressource relative à la vie publique :   - base Léonore
- Notices dans des dictionnaires ou encyclopédies généralistes :   - Britannica
  - Den Store Danske Encyklopædi
  - Deutsche Biographie
  - Enciclopedia De Agostini
  - Gran Enciclopèdia Catalana
  - Hrvatska Enciklopedija
  - Internetowa encyklopedia PWN
  - Nationalencyklopedin
  - Proleksis enciklopedija
  - Store norske leksikon
  - Treccani
  - Visuotinė lietuvių enciklopedija
- Notices d'autorité :   - VIAF
  - ISNI
  - BnF (données)
  - IdRef
  - LCCN
  - GND
  - Belgique
  - Pays-Bas
  - Pologne
  - Israël
  - NUKAT
  - Australie
  - Norvège
  - Portugal

#### Autres
- Musée Jules-Bastien-Lepage à Montmédy.
- Présentation de l'exposition « Jules Bastien-Lepage (1848-1884) » de 2007 au musée d'Orsay, sur le site de La Tribune de l'art.
- (en) « Jules Bastien-Lepage » sur ArtCyclopedia.
- Notice « Jules Bastien-Lepage » du Dictionnaire Bénézit sur bastien-lepage.blogspot.fr.